# The Violence (Asking Alexandria)
The Violence è un singolo del gruppo musicale britannico Asking Alexandria, pubblicato il 10 luglio 2019 come primo estratto dal sesto album in studio Like a House on Fire.

## Descrizione
Penultima traccia dell'album, il brano riguarda le maniere in cui i media e i politici manipolano e diffondono la diffidenza tra la gente per incoraggiare e creare rabbia, paura, divisione e conflitto nella loro ricerca di controllo e acquisizione di potere. Dal punto di vista musicale, secondo il chitarrista Ben Bruce The Violence «comprende tutto ciò a cui abbiamo lavorato. Chitarre enormi, batteria importante e alcune delle voci più incisive e tecnicamente più avanzate che Danny abbia mai prodotto, e questo è solo l'inizio».
Il 2 dicembre 2019 è stata pubblicata una versione remixta dal DJ polacco Sikdope.

## Video musicale
Il video, diretto da Jensen Noen, è un cortometraggio di oltre sette minuti con scene ispirate ai film di Quentin Tarantino e mostra i componenti del gruppo lottare contro un gruppo di zombie.

## Tracce
Download digitale
1. The Violence – 3:28

Download digitale – remix
1. The Violence (Sikdope Remix) – 3:05

## Formazione
Gruppo
- Danny Worsnop – voce
- Ben Bruce – chitarra, voce
- Cameron Liddell – chitarra
- Sam Bettley – basso
- James Cassells – batteria

Produzione
- Matt Good – produzione, missaggio
- Ted Jensen – mastering

## Classifiche
| Classifica (2020)                | Posizione massima |
| -------------------------------- | ----------------- |
| Stati Uniti (hard rock)          | 25                |
| Stati Uniti (rock & alternative) | 46                |